# ریزال
ریزال (Rizal) یکی از استان‌های کشور فیلیپین است. این استان بخشی از جزیرهٔ لوزون به شمار می‌رود.
مرکز این استان شهر پاسیگ است. جمعیت آن حدود یک میلیون و هفتصدهزار نفر است. مساحت این استان هزار و سیصد کیلومتر مربع است.

استان ریزال به افتخار خوزه ریزال، قهرمان ملی این کشور، نام‌گذاری شده‌است.